# Adrienne Janic
Adrienne Janic (en cyrillique serbe : Адриана Јанић, romanisé : Adriana Janić, parfois créditée simplement par ses initiales AJ) est une actrice et présentatrice américaine née le 25 juillet 1974 à Whittier en Californie (États-Unis).

## Biographie

### Jeunesse et éducation
Adrienne Janic a des origines mexicaines et yougoslaves/serbes. Elle est diplômée de la Pioneer High School de Whittier (Californie) en 1992.

### Carrière à la télévision
Janic a principalement travaillé en tant que présentatrice d'émissions télévisées, notamment pour celle de TLC intitulée Overhaulin', une émission de téléréalité autour de l'automobile. Elle a également présenté Hot Import Nights (en) (2008), une autre émission autour de l'automobile sur Speed. Le 12 septembre 2015, il a été annoncé que Mike Phillips d'Autogeek et elle présenteraient la nouvelle émission de Velocity TV Competition Ready.

### Carrière d'actrice
Adrienne Janic apparaît dans plusieurs films dans des rôles secondaires, dont Cattle Call (2006) de National Lampoon. De 2004 à 2006, Janic était l'une des Fantanas, un groupe de mannequins créé pour promouvoir les boissons de Fanta aux États-Unis. En 2009, elle joue avec Tinker Keck dans un infomercial pour le programme minceur "AbRocket".

## Vie privée
Elle est mariée au producteur Bud W. Brutsman (en) depuis le 9 juin 1998. Il a notamment produit Overhaulin'. Le couple a un enfant né en 2010,.

## Filmographie

### Cinéma
- 2001 : Le journal d'un obsédé sexuel (en) : Julie[10]
- 2003 : N.B.T. : Ashley[11]
- 2005 : Choker (en) : La belle brune[12]
- 2006 : All In : La présentatrice TV Jillian Rose[13]
- 2006 : Cattle Call : Violet - candidate n°5[6]
- 2008 : Stiletto (en) : La mannequin aux grands billets n°1[14]
- 2018 : Smart Asses (court métrage) co-produit par Adrienne Janic : Adrienne[15]
- 2019 : Tuff Bitch Tampons (court métrage) produit par Adrienne Janic : La mère, la narratrice et Spike[16]
- 2019 : Super Roomies (court métrage) : Ellen Echo[17]
- 2019 : Light Visions : Zaphara[18]
- 2024 : Flatulence: The Origin (court métrage) : Jessica Beck[19]
- A venir : His Private Collection (court métrage) : Adrianna Costa[20]

### Télévision
- 1998 : The Secret Diary of Desmond Pfeiffer, S1 E4 : Miss Klepp[21]
- 1998 : Guys Like Us, S1 E9 : Une fille[22]
- 1999 : Kenan et Kel, S3 E21 : Le date de Marc[23]
- 2000 : Angel, S1 E18 : La belle fille[24]
- 2001 : Undressed, S5 E11 et E12 : Lauren[25]
- 2003 : Oliver Beene (en), S1 E4 : Suzy[26]
- 2004 : Les Sauvages (Complete Savages), S1 E13 : Tia[27]
- 2005 : Dr House (House M.D.), S2 E1 : Docteure Vivian[28]
- 2006 : Kitchen Confidential, S1 E10 : La belle fille n°2[29]
- 2007 : Las Vegas, S5 E3 : Roxanne[30]
- 2023 : The Secret That Binds Us, épisode pilote : Elora[31]